# Sportplatz Grüneiche
Le Sportplatz Grüneiche est un ancien stade de football allemand situé dans la ville de Breslau (aujourd'hui Wrocław), à l'époque en Allemagne et aujourd'hui en Pologne.
Le stade, servait d'enceinte à domicile aux équipes de football du Germania Breslau et du VfB Breslau.
Il porte le nom de Grüneiche, du nom du quartier dans lequel il était situé.

## Histoire
Situé dans l'actuel quartier de l'est de Wrocław de Dąbie, le stade tombe petit à petit à l'abandon après 1945 et l'expulsion des populations allemandes de la région.
Il faisait partie du complexe de terrains accompagnant la piste cyclable.
Aujourd'hui se trouve à l'ancien emplacement du Sportplatz Grüneiche le Stadion Intakus.